# Сульфид олова(II)
Сульфид олова(II) (моносульфид олова) — соединение олова и серы с формулой SnS. Тёмно-коричневый порошок, в компактном состоянии кристаллы с металлическим блеском. Важный полупроводник.

## Физические свойства
Моносульфид олова — нестехиометрическое соединение, где 0<δ<0,00027, растворяет до 2,7⋅10−2 ат.% серы.
Существует в двух модификациях α и β, температура перехода α→β 605 °C, ΔH перехода α→β 0,7 кДж/моль.
ΔG образования (α-SnS): −108 кДж/моль.
ΔH возгонки 220 кДж/моль; сублимируется без разложения. Уравнение температурной зависимости давления пара: lg p(Па) = −10600/T + 12,27.
Температурный коэффициент линейного расширения 14,1⋅10−6 К−1. Теплопроводность 0,113 Вт/(см·К).
Полупроводник обычно p-типа, эффективная масса дырок вдоль осей а, b, с: Mа = Mb = 0,2 me, Mс = 1,0 me (me — масса свободного электрона); температурный коэффициент ΔE: −4,8⋅10−4 К−1.

## Химические свойства
Нерастворим в воде и разбавленных минеральных кислотах, растворяется с разложением в концентрированных серной и азотной кислотах, в насыщенном водном растворе полисульфида аммония растворяется с образованием комплексов.

## Получение
Получают сплавлением стехиометрических составов олова и серы, осаждением из водных растворов солей Sn(II) с H2S в присутствии H2SO4, взаимодействием расплавленного SnCl2 с серой. Монокристаллы и эпитаксиальные плёнки выращивают химическим осаждением из газовой фазы, методами химических транспортных реакций, монокристаллы — также направленной кристаллизацией из расплава. SnS — также весовая форма при определении Sn2+, катализатор полимеризации, используется для получения SnO2.

## Нахождение в природе
В природе представлен редким минералом герценбергитом.

## Применение
Моносульфид олова применяется как полупроводниковый материал для фоторезисторов и фотодиодов.